# Poona Open 1984
Die Poona Open 1984 (offiziell 5th Poona Winex Open) im Badminton fanden vom 18. bis zum 19. Februar 1984 in Mortsel in Belgien statt. Der Wettbewerb ersetzte in diesem Jahr die Belgian International.

## Medaillengewinner
| Disziplin    | Gold                      | Silber                   | Bronze                              |
| ------------ | ------------------------- | ------------------------ | ----------------------------------- |
| Herreneinzel | Glen Milton               | Gerry Asquith            | Eddy van Herbruggen                 |
| Herreneinzel | Glen Milton               | Gerry Asquith            | Øyvind Berntsen                     |
| Dameneinzel  | Wendy Massam              | Marjan Ridder            | Lene Frilund                        |
| Dameneinzel  | Wendy Massam              | Marjan Ridder            | Alison Fisher                       |
| Herrendoppel | Peter Buch Niels Hansen   | Rob Ridder Uun Santosa   | Frits Neuteboom Jurgen van Leeuwen  |
| Herrendoppel | Peter Buch Niels Hansen   | Rob Ridder Uun Santosa   | Glen Milton Joe Ford                |
| Damendoppel  | Wendy Massam Lisa Chapman | Alison Fisher Sarah Hore | Stewart Claire Palmer               |
| Damendoppel  | Wendy Massam Lisa Chapman | Alison Fisher Sarah Hore | Greet van Haverbeke Ingrid Swiggers |
| Mixed        | Rob Ridder Marjan Ridder  | Peter Buch Helle Buch    | Gerry Asquith Sarah Hore            |
| Mixed        | Rob Ridder Marjan Ridder  | Peter Buch Helle Buch    | Asger Madsen Lene Højbjerg          |

## Finalresultate
| Disziplin    | Sieger                    | Finalist                 | Ergebnis           |
| ------------ | ------------------------- | ------------------------ | ------------------ |
| Herreneinzel | Glen Milton               | Gerry Asquith            | 15–2, 15–9         |
| Dameneinzel  | Wendy Massam              | Marjan Ridder            | 11–1, 11–7         |
| Herrendoppel | Peter Buch Niels Hansen   | Rob Ridder Uun Santosa   | 6–15, 17–14, 15–11 |
| Damendoppel  | Wendy Massam Lisa Chapman | Alison Fisher Sarah Hore | 15–5, 15–11        |
| Mixed        | Rob Ridder Marjan Ridder  | Peter Buch Helle Buch    | 15–8, 15–8         |